# Люсьєн Гамблен
Люсьєн Гамблен (фр. Lucien Gamblin, 22 червня 1890, Іврі-сюр-Сен — 30 серпня 1972, Париж) — французький футболіст, захисник. Відомий виступами, зокрема, в складі клубу «Ред Стар» і національної збірної Франції. Триразовий володар Кубка Франції.

## Клубні виступи
Розпочинав кар'єру в клубі «Сен-Манде». В 1907 році приєднався до складу паризької команди «Ред Стар». Під час Першої світової війни був мобілізований в армію і вступив до 76-го піхотного полку

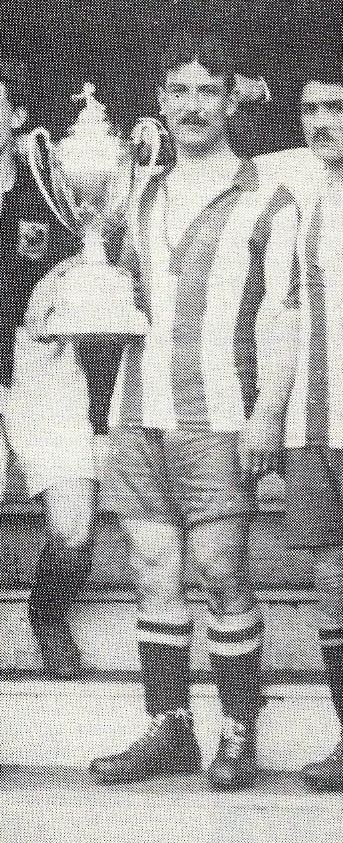
Третій поспіль Кубок Франції для Гамблена (1923).

В сезоні 1917/18 деякий час виступав у клубі «Клуб Франсе», після чого повернувся у «Ред Стар». Перемагав з командою у чемпіонаті Парижу. Був капітаном свого клубу у фінальному матчі Кубка Франції 1921 року. «Ред Стар» переміг з рахунком 2:1 паризький клуб «Олімпік» і вперше здобув цей трофей. В 1922 році «Ред Стар» знову виграв Кубок Франції, перегравши у фіналі «Ренн» з рахунком 2:0. В 1923 році капітан Гамблен втретє поспіль підняв над головою національний кубок. У фінальному матчі «Ред Стар» переміг «Сет» з рахунком 4:2.
Після завершення кар'єри гравця був спортивним журналістом.

## Виступи за збірну
У складі національної збірної Франції дебютував в 1911 році в товариському матчі проти збірної Швейцарії (2:5).
В 1919 році був учасником Міжсоюзницьких ігр, великих спортивних змагань, що були організовані країнами-переможцями у Першій світовій війні. Участь у змаганнях брали діючі і колишні учасники збройних сил своїх країн. У складі збірної Франції (як в інших командах) виступали відомі футболісти, гравці національної збірної. Втім, матчі турніру не входять до офіційного реєстру ФІФА. Ігри проводились у Парижі на новозбудованому стадіоні Першинг. Франція впевнено виграла групу А, здобувши три перемоги над збірними Румунії (4:0), Греції (11:0) і Італії (2:0). Матч проти італійців вирішував долю першого місця. Перший гол у цьому матчі з пенальті забив Гамблен. У фіналі французи поступились збірній Чехословаччини з рахунком 2:3, пропустивши два голи в самому кінці матчу..
У травні 1921 року був капітаном збірної в грі проти аматорської збірної Англії, що завершилась історичною перемогою з рахунком 2:1.
Загалом у 1911—1923 роках зіграв за збірну 17 матчів, у 9 з яких був капітаном.

## Статистика виступів

### Статистика виступів за збірну
| Дата       | Місто         | Господарі | Результат | Гості      | Турнір           | Голи | Примітки        |
| ---------- | ------------- | --------- | --------- | ---------- | ---------------- | ---- | --------------- |
| 23/04/1911 | Женева        | Швейцарія | 5 – 2     | Франція    | товариський матч | -    |                 |
| 27/02/1913 | Коломб        | Франція   | 1 – 4     | Англія     | товариський матч | -    |                 |
| 20/04/1913 | Париж         | Франція   | 8 – 0     | Люксембург | товариський матч | -    |                 |
| 25/01/1914 | Лілль         | Франція   | 4 – 3     | Бельгія    | товариський матч | -    |                 |
| 08/03/1914 | Париж         | Франція   | 2 – 2     | Швейцарія  | товариський матч | -    |                 |
| 29/03/1914 | Турин         | Італія    | 2 – 0     | Франція    | товариський матч | -    |                 |
| 09/03/1919 | Уккел         | Бельгія   | 2 – 2     | Франція    | товариський матч | -    |                 |
| 28/03/1920 | Париж         | Франція   | 2 – 1     | Бельгія    | товариський матч | -    |                 |
| 05/04/1920 | Руан          | Франція   | 0 – 5     | Англія     | товариський матч | -    | Капітан команди |
| 08/02/1921 | Париж         | Франція   | 1 – 2     | Ірландія   | товариський матч | -    | Капітан команди |
| 20/02/1921 | Марсель       | Франція   | 1 – 2     | Італія     | товариський матч | -    | Капітан команди |
| 06/03/1921 | Форе          | Бельгія   | 3 – 1     | Франція    | товариський матч | -    | Капітан команди |
| 05/05/1921 | Париж         | Франція   | 2 – 1     | Англія     | товариський матч | -    | Капітан команди |
| 13/11/1921 | Париж         | Франція   | 0 – 5     | Нідерланди | товариський матч | -    | Капітан команди |
| 28/01/1923 | Сан-Себастьян | Іспанія   | 3 – 0     | Франція    | товариський матч | -    | Капітан команди |
| 22/04/1923 | Париж         | Франція   | 2 – 2     | Швейцарія  | товариський матч | -    | Капітан команди |
| 10/04/1923 | Париж         | Франція   | 1 – 4     | Англія     | товариський матч | -    | Капітан команди |
| Усього     |               | Матчів    | 17        |            | Голів            | 0    |                 |

## Досягнення
- Володар Кубка Франції: (3)

«Ред Стар»: 1920-21, 1921-22, 1922-23
- Фіналіст Міжсоюзницьких ігор: (1)

Франція (війс.): 1919
- Переможець чемпіонату Парижу: (2)

«Ред Стар»: 1920, 1922